# Imagine
Az USA-ban 1971. szeptember 9-én, Nagy-Britanniában október 8-án jelent meg John Lennon második és egyben legnépszerűbb szólóalbuma, az Imagine. Lennon tudta, hogy az album kereskedelmileg sikeresebb, mint az előző, de rámutatott arra, hogy tartalma megegyezik a provokatív John Lennon/Plastic Ono Band-ével. Azt mondta, csak annyi a különbség, hogy az Imagine cukorba csomagolva hordozza ugyanazt az üzenetet.
A dalok alapját Lennon Tittenhurst Park-beli (Nagy-Britannia) házi stúdiójában vette fel, a vonós hangszerek rájátszásai New Yorkban készültek. Mint az előző albumnál is, Phil Spector volt a társproducer. A stúdiómunkáról készült filmfelvételek már hozzáférhetőek; ezeken hallható néhány dal fejlődése.
A címadó dal, egy kiáltvány a világbékéért Lennon védjegyévé vált. A Jealous Guy, melyet eredetileg Child of Nature-ként írt még 1968-ban, Indiában (a The Beatles legtöbb dala itt született), szintén nagy népszerűségre tett szert. Több, könnyedebb dal hallható az albumon, mint az Oh My Love, vagy az elmélkedő How?.
Az album több dala a Lennon által annyira kedvelt rock and roll világába kalauzol: a filozofikus Crippled Inside és az It's So Hard csakúgy, mint a provokatív Gimme Some Truth (a Let It Be filmfelvételein már elpróbálták). A politikai töltetű I Don't Wanna Be a Soldier Mama kakofóniája zárja az első oldalt.
Néhány dalban George Harrison is közreműködött, ezek közül a leghíresebb a How Do You Sleep?, Lennon ingerült válasza Paul McCartney Ram című albumán tett burkolt megjegyzéseire (az album korábbi kiadásaiban volt egy képeslap, melyen Lennon egy disznó füleit fogta, így parodizálta McCartneyt). A másik véglet az Oh Yoko! című dal, egy örömteli óda feleségének még 1968-ból, egy Dylan-szerű harmonikaszólóval kiegészítve.
1971-es megjelenésekor a kritikusok nagy tetszéssel fogadták az albumot, világszerte az 1. helyre került; a címadó dal az USA-ban a 3., Nagy-Britanniában az 1. lett. Lennon nem volt elégedett a vonós rájátszásokkal, mert úgy érezte, hogy ez csupán a slágerré váláshoz kellett a nyers John Lennon/Plastic Ono Band után. Későbbi munkáin sokkal kevesebb vonós hangszert alkalmazott.
1999 őszén, az Abbey Road Studiosban Yoko Ono személyesen felügyelte az album újrakeverését.
2003-ban a Minden idők 500 legjobb albuma szavazásán az Imagine a 76. helyet érte el. Szerepel az 1001 lemez, amit hallanod kell, mielőtt meghalsz című könyvben. 2017-ben  az Imagine társszerzőjeként, Yoko Ono átvette a National Music Publishers Association által megítélt az „Évszázad dala” (Centennial Song Award) díjat.

## Az album dalai
| 1. | Imagine                         | John Lennon | 3:01 |
| 2. | Crippled Inside                 | John Lennon | 3:47 |
| 3. | Jealous Guy                     | John Lennon | 4:14 |
| 4. | It's So Hard                    | John Lennon | 2:25 |
| 5. | I Don't Wanna Be a Soldier Mama | John Lennon | 6:05 |

| 1. | Gimme Some Truth  | John Lennon           | 3:16 |
| 2. | Oh My Love        | John Lennon, Yoko Ono | 2:44 |
| 3. | How Do You Sleep? | John Lennon           | 5:36 |
| 4. | How?              | John Lennon           | 3:43 |
| 5. | Oy Yoko!          | John Lennon           | 4:20 |

## Helyezések és eladási minősítések

### Helyezések
| Lista                                 | Helyezés | Listán töltött hetek |
| ------------------------------------- | -------- | -------------------- |
| Ausztrál Kent Music Report albumlista | 1        |                      |
| Japán albumlista                      | 1        | 34                   |
| Norvég albumlista                     | 1        | 47                   |
| UK Albums Chart                       | 1        | 99                   |
| Billboard 200                         | 1        | 45                   |

### Eladási minősítések
| Ország           | Szervezet | Minősítés  | Dátum              |
| ---------------- | --------- | ---------- | ------------------ |
| Egyesült Államok | RIAA      | 2x platina | 1991. november 26. |

## Közreműködők
- John Lennon – ének, gitár, zongora, fütyülés, szájharmonika
- George Harrison – gitár, dobro, slide gitár, szólógitár
- Klaus Voormann – basszusgitár
- Alan White – dob, tibeti cintányér
- Nicky Hopkins – zongora, elektromos zongora
- Jim Keltner – dob
- Steve Brendell – basszusgitár, maracas
- Ted Turner, Rod Linton, John Tout – akusztikus gitár
- John Barham – harmónium, rezgés
- Jim Gordon – dob
- King Curtis – szaxofon
- Joey és Tommy Badfinger – akusztikus gitár
- Mike Pinder – csörgődob
- Andy Linton – akusztikus gitár
- a J&P duó

valamint
- Philip McDonald, Eddie Klein, Eddie Offor, Eddie Veal, Eddie Beer – hangmérnökök (Tittenhurst Park)
- Roy Cicala, Jack Douglas, Shelly Yukus – hangmérnökök (New York)
- Yoko Ono – borító tervezés